# Военное насилие

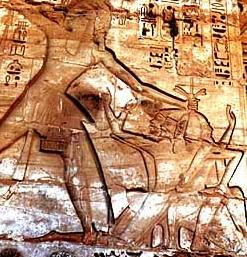
Военное насилие является спутником человеческой цивилизации с наиболее ранних этапов её развития

Военное насилие — всё многообразие форм применения военной силы для принудительного воздействия на реального или потенциального противника с целью решения политических задач.
В качестве субъекта, который реализует военное насилие могут выступать самые разнообразные социальные образования: государства, их отдельные структуры и коалиции, общности людей, политические партии и движения, террористические и даже уголовные группировки (см. бандитизм). Вектор приложения военного насилия может иметь как внутреннюю, так и внешнюю направленность.
Целями военного насилия могут быть как реализация своих агрессивных или захватнических интересов, насаждение отношений господства и подчинения, так и защита национального суверенитета, отражение внешней военной экспансии и т. п. Как правило, использование военного насилия во внешней политике может быть осуществлено в формах вооружённой агрессии, военной блокады, интервенции, террористических акций и т. п. Во внутренней политике военное насилие связано с переломными периодами в жизни общества, когда обостряется конкуренция при борьбе за власть, что может спровоцировать радикальные элементы на военные мятежи, вооружённые восстания, перевороты, а правительство прибегает к мерам репрессивного, контрповстанческого и антитеррористического характера.